# 云南百部
云南百部（学名：Stemona mairei）为百部科百部属的植物，为中国的特有植物。分布于中国大陆的云南等地，生长于海拔3,200米的地区，见于山坡草地上及山地路边，目前尚未由人工引种栽培。

## 别名
狭叶百部  线叶百部  丽江百部